# Сулусары
Сулусары (каз. Сұлусары, до 1992 г. — Игоревка) — село в Жарминском районе Абайской области Казахстана. Административный центр Бирликшильского сельского округа. Код КАТО — 634447100.

## Население
В 1999 году население села составляло 637 человек (320 мужчин и 317 женщин). По данным переписи 2009 года, в селе проживало 456 человек (230 мужчин и 226 женщин).